# Route 3 (Uruguay)
Pour les articles homonymes, voir Route 3.
La route 3 (espagnol : ruta 3) est l'une des routes nationales de l'Uruguay. Il traverse le pays du sud au nord, en passant par les départements de San José, Flores, Soriano, Río Negro, Paysandú, Salto, Artigas. Il a été désigné sous le nom du général José Gervasio Artigas, par la loi 14361 du 17 avril 1975.

## Villes traversées
- San José de Mayo
- Trinidad
- Andresito
- Young
- Paysandú
- Quebracho
- Termas del Guaviyú
- Termas del Daymán
- Salto
- Colonia 18 de Julio
- Constitución
- Belén
- Bella Unión

## Tracé
Cette route commence au 67e km de la route 1, dans le département de San José, et termine son parcours à la frontière avec le Brésil, sur les rives du río Cuareim, en se connectant à la route brésilienne BR-472 par le pont international Bella Unión - Barra do Quaraí,.